# دوغ شابمان (لاعب كرة قدم أمريكية)
دوغ شابمان (بالإنجليزية: Doug Chapman)‏ هو لاعب كرة قدم أمريكية أمريكي متقاعد، ولد في 22 أغسطس 1977 في فلينت في الولايات المتحدة.

## وصلات خارجية
- دوغ شابمان على موقع مرجع كرة القدم المحترفة.كوم (الإنجليزية)